# 彰化縣立大村國民中學
彰化縣立大村國民中學（英語：Dacun Junior High School）簡稱大村國中或村中，位於台灣彰化縣大村鄉，也是鄉內唯一的一所國中。

## 校園
校園入口創校以來一直保有兩個蓮花池是為了紀念該校所在地村上村的舊名「蓮花池」，當花朵盛開時也是該鄉知名景點。

## 重大意外事故
1976年4月21日，北上52車次的莒光號列車於彰化縣大村過溝平交道，因與闖越之彰化客運大村國中學生專車衝撞，造成事故，共41人死亡，事後大村鄉建立淑女祠紀念其中16名學生。